# Carla Stagno
Carla Stagno Gray es una guionista y Creativa chilena/italiana de 39 años. De formación periodista, se dedica profesionalmente a la escritura de guiones desde 2009, desarrollando con éxito telenovelas, largometrajes y series en distintos horarios, géneros y formatos. 
Posee un cuento publicado por Editorial Planeta. Su primer guion para cine, titulado “Después de Elena”, ganó el Fondo de Fomento Audiovisual 2017, el Fondo de Desarrollo de Proyectos Audiovisuales Unitarios CORFO 2017 y fue becado por la edición 2018 del Curso de Desarrollo de Proyectos Cinematográficos Iberoamericanos en Madrid, España.  El 2021 obtuvo el Fondo Nacional de Producción Audiovisual 2021. Su serie en desarrollo “Latina Tarner” ganó el Fondo de Fomento Audiovisual 2022. Sus últimos trabajos son el largometraje “Sayen”, para Amazon Prime y la serie  “Los mil días de Allende”. 

### Cine
- Sayen Fábula (productora audiovisual)
- Después de Elena https://www.imdb.com/title/tt9155228/

### Televisión
- Los Mil días de Allende https://www.tvn.cl/teleseries-y-series/los-mil-dias-de-allende/videos/los-mil-dias-de-allende-estreno-7-septiembre
- Pacto de sangre (2018) - Original de Pablo Ávila
- Latina Tarner (en desarrollo)
- Mangata (en desarrollo)
- La torre de Mabel (2020) - Original de Julio Rojas
- 40 y tantos (2010) - Original de Marcelo Leonart
- Chipe libre (2014) (con José Fonseca, Pablo Toro y Anneke Munita)
- Solamente Julia[1] (2013) (con Camila Villagrán)
- Los ángeles de Estela (2009) - Original de Hugo Morales